# Sejakpur
Sejakpur fou un petit estat tributari protegit a l'agència de Kathiawar, prant de Jhalawar, presidència de Bombai. Estava format per quatre pobles amb tres propietaris tributaris. La superfície era de 75 km² i la població el 1881 de 1.731 habitants. Els ingressos s'estimaven en 532 lliures i pagava un tribut de 31 lliures al govern britànic i de poc més d'onze lliures al nawab de Junagarh.